# Gerekte berkenblaasmijnmot
De gerekte berkenblaasmijnmot (Ectoedemia minimella) is een vlinder uit de familie dwergmineermotten (Nepticulidae). De wetenschappelijke naam is voor het eerst geldig gepubliceerd in 1839 door Johan Wilhelm Zetterstedt.
De soort komt voor in Europa.